# エウアンドロス

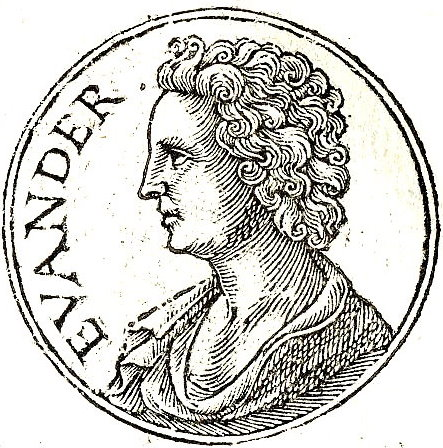
"Promptuarii Iconum Insigniorum " に描かれたエウアンドロス

エウアンドロス（古希: Εὔανδρος, Euandros, ラテン語: Euander, 英語: Evander）は、ローマ神話に登場するアルカディア（ギリシア）出身の神格化された文化英雄であり、オリュンポス十二神や法律やアルファベットをイタリアにもたらした人物とされている。彼はトロイア戦争の60年前にイタリア半島に渡り、後のローマとなるパランティウムという都市を建設した。ラテン語ではエウアンデル（Evander、Euander）と呼ぶ。ルペルカーリア祭を始めたのもエウアンドロスとされている。
フォルム・ボアリウムにあったヘールクレースの大祭壇 (en) を建立したのはエウアンドロスだという伝説がある。ウェルギリウスの『アエネーイス』第8巻では、アイネイアースらがその地を訪れた際、エウアンドロスとその地の人々はヘールクレースが巨人カークスを倒してくれたということで、ヘールクレースを祭っていた。ウェルギリウスは、この一節を聞いた当時のローマ人がその祭壇がフォルム・ボアリウムの祭壇だとわかるように詳しく記述している。ウェルギリウスが記した背景によると、ヘールクレースはカディスからゲーリュオーンの飼っていた牛の群れを伴って戻る途中で、エウアンドロスに歓待され、カークスとの一件で英雄として祭壇が作られることになった。この祭壇は紀元64年のローマ大火で失われた。
エウアンドロスはメルクリウスとカルメンタの子で、アルカディアで最も賢かった。ウェルギリウスによれば、トロイア戦争の前に彼は自身がイタリアのテヴェレ川付近に建設した都市パランティウムに周辺の原住民を集めた。ウェルギリウスはその都市名を彼の息子パラースにちなんだものとしているが、パウサニアスやハリカルナッソスのディオニュシオスは、エウアンドロスの生まれた都市がパランティウムという名だったため、新たな都市を建設するにあたってそのアルカディアの都市名を付けたとしている。
エウアンドロスはトロイア戦争以前にアンキーセースに会ったことがあり、その縁もあってアイネイアースがトゥルヌス率いる原住民と戦う際にはアイネイアースを助け、『アエネーイス』第12巻では重要な役割を演じる。
エウアンドロスは死後に神格化され、アヴェンティーノに祭壇が建設された。
パッラスは子をもうける前に亡くなったためエウアンドロスの血筋は途絶えたと思われるが、ファビウス氏族はエウアンドロスの子孫を自称していた。